# Gymnasium und Realgymnasium Sachsenbrunn

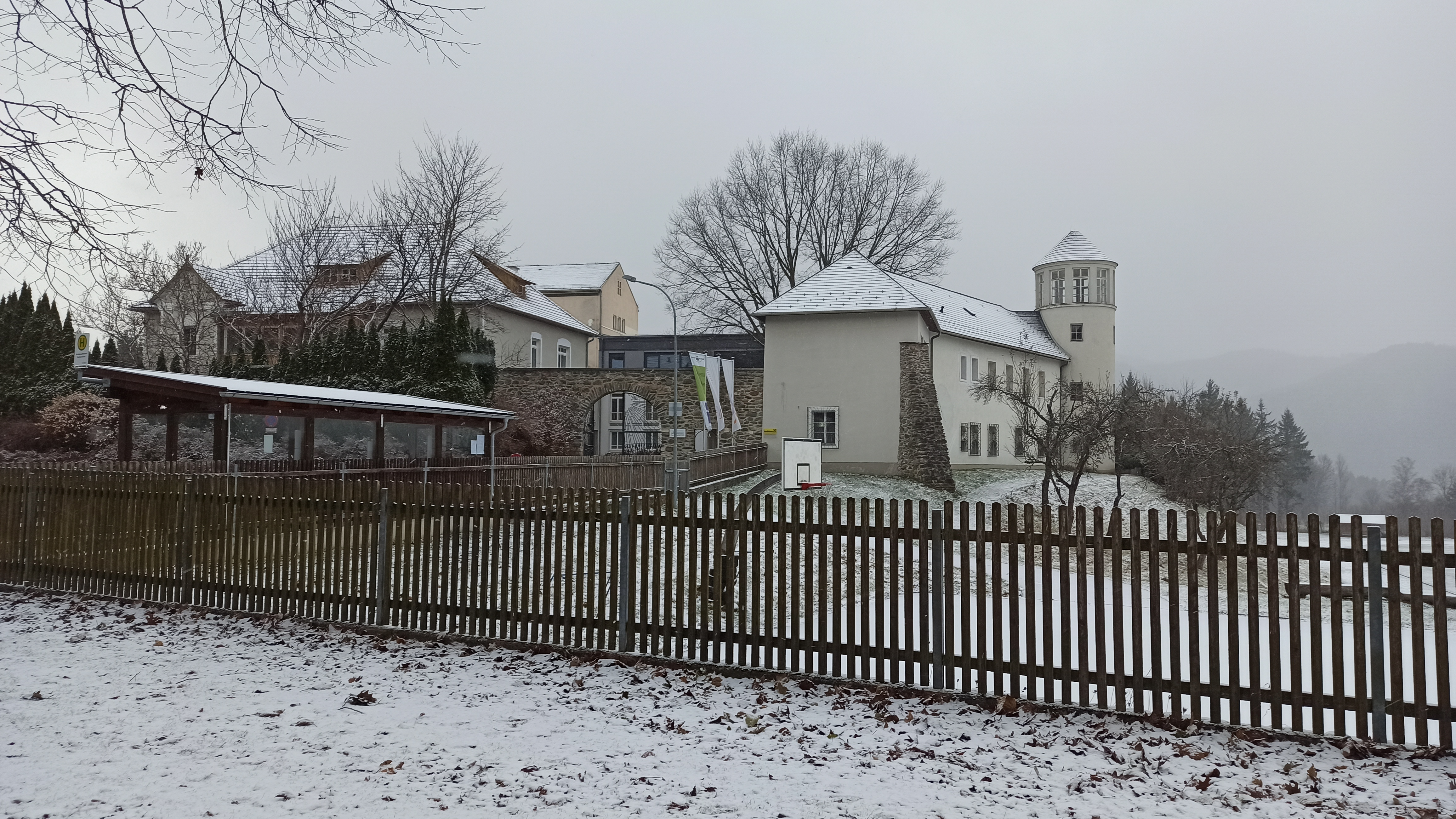

Das Gymnasium und Realgymnasium Sachsenbrunn steht in der Marktgemeinde Kirchberg am Wechsel im Bezirk Neunkirchen in Niederösterreich. Das Gymnasium und Realgymnasium gehört der Erzdiözese Wien.

## Wehrbauernhof
Hans Sachs († vor 1540), Sekretär vom Kaiser Ferdinand I. (1503–1564), wurde 1522 urkundlich als Gründer und Erbauer eines Gutes mit der Bezeichnung Sachsenbrunn genannt. Urkunden aus 1541 und 1549 zeigen, dass Sachßenprunn eher ein bescheidenes Anwesen mit wenigen Grundstücken, Gärten und Felder war und nur wenig Naturalabgaben und Pachtgeld brachten. Nach Sachs ging das Anwesen an Georg Hölzl, welcher als Kammerdiener vom Kaiser Ferdinand I. zugleich Pfleger in der Burg Kranichberg war. 1541 wurde auch der Bau eines Turmes genannt, er ist im unteren Bereich original erhalten. Der Turm ist einerseits ein Kennzeichen für den Sitz eines Freien (Edelsitz) und andererseits wohl auch als Wehrbauernhof eine Antwort auf den Türkenkrieg 1529.
Die Besitzwechsel von Sachsenbrunn im 16. und 17. Jahrhundert waren kompliziert, darunter der oberste Hofkuchlmeister Mathias Wurmbrand des Kaisers. Das Kloster Kirchberg musste aufgrund von finanziellen Schwierigkeiten bald wieder verkaufen, konnten aber 1637 Sachsenbrunn erneut erwerben, welches als Amt Sachsenbrunn ein Besitzkomplex mit 34 Häuser und einer Mühle war. Sachsenbrunn war bis zur Aufhebung des Augustinerinnenklosters unter Joseph II. (1741–1790) im Jahr 1782 im Klosterbesitz.
Sachsenbrunn ging wieder in adeligen Besitz, zuletzt an Joseph Dietrich von Dietrichsberg als Inhaber der Burg Feistritz und der Herrschaft Feistritz, welcher Sachsenbrunn an das Erzbistum Wien verkaufte, dem es bis heute gehört.
Im Ende des 19. Jahrhunderts wechselte das Bild von Sachsenbrunn zu einer Sommerfrische mit einem Gasthaus, welches für die Urlauber in Kirchberg ein beliebtes Ausflugsziel wurde. Tatsächlich wurde urkundlich bereits im Jahr 1733 in Sachsenbrunn Getränke ausgeschenkt. 1937/1938 war bis zum Anschluss Österreichs an Hitler-Deutschland der letzte Wirt von Sachsenbrunn Peter Liebentritt sen. Bürgermeister von Kirchberg am Wechsel. 1955 wurde der Gastbetrieb eingestellt.
Der ursprüngliche massive Wehrbauernhof blieb teils mit dem Turm und gewölbten Räumen der ehemaligen Direktorenwohnung durch Architekt Robert Kramreiter von 1959 bis 1963 durch die Integration in den Neubau einer Schule mit Internat erhalten.

## Architektur und Kunst am Bau
Die zwei- bis dreigeschoßige Anlage um zwei offene Höfe hat südlich einen Eingangshof, flankiert von zwei ehemaligen Wirtschaftsgebäuden. Der rechte Altbau weist ein Tonnengewölbe mit Stichkappen im Erdgeschoß und einen Stichkappenkranz im östlich vorstehenden Eckturm auf.
Die Eingangsfront des Neubaues schmückt ein Mosaik Mariä Verkündigung vom Maler Rudolf Szyszkowitz.
Die Seminarkapelle im Obergeschoß des Westflügels ist ein hoher lichter Saalraum mit Flachdecke und kleinen Seitenkapellen. Die starkfarbige Glasmalerei an der gesamten als Beton-Glasmosaik gestalteten Nordwand und in den Seitenkapellen schuf Lydia Roppolt mit der Darstellung priesterlicher Vorbilder aus dem Alten und Neuen Testament.
Es sind Statuen einer Pietà aus dem Ende des 15. Jahrhunderts, eine spätgotische Madonna (um 1520) und eine Statue des Hl. Josef mit dem Jesuskind aus dem Anfang des 18. Jahrhunderts vorhanden.
Das Stiegenhaus ziert eine Wandmalerei Werdegang eines Priesters von Alfred Wickenburg (1959).

## Lehrpersonen
- Von 1966 bis 1987 war Kurt Knotzinger Spiritual, Lehrer und Chorleiter in Sachsenbrunn.